# 64 Ōzumō
64 Ōzumō (64大相撲, Rokujūyon Ōzumō) est un jeu vidéo de sumo sorti en 1997 sur Nintendo 64. Le jeu a été développé et édité par Bottom Up. Une suite, nommée 64 Ōzumō 2, est sorti au Japon en 1999.

## Système de jeu
Le joueur prend le contrôle d'un lutteur sumo et doit pousser l'adversaire hors du cercle de combat. Avant chaque combat, le joueur a le choix entre une variété de combattants ayant chacun des attributs différents.

## Accueil
- GameSpot : 3,9/10[2]